# Косяк Артем Вікторович
Артем Вікторович Косяк  — старший солдат Збройних Сил України, учасник російсько-української війни, що загинув у ході російського вторгнення в Україну в 2022 році.

## Життєпис
Артем Косяк народився 12 травня 1991 року в селі Лозуватка Криворізького району на Дніпропетровщині. У 2008 році закінчив загальноосвітню школу № 1 в рідному селі. З серпня 2014 року брав участь у бойових діях в АТО на сході України. Ніс військову службу в складі 78-го окремого батальйону матеріального забезпечення в Донецькій області. З початку російського вторгнення в Україну перебував на передовій. Загинув на початку травня 2022 року. Чин прощання відбувся 13 травня 2022 року в рідному селі.

## Нагороди
- Орден «За мужність» III ступеня (2022, посмертно) — за особисту мужність і самовіддані дії, виявлені у захисті державного суверенітету та територіальної цілісності України, вірність військовій присязі[4].